# Ankaras tunnelbana
Ankaras tunnelbana (turkiska: Ankara Metrosu) är ett tunnelbanenät i Ankara i Turkiet och är en av landets fyra tunnelbanor.
Den första linjen, M1, med 12 stationer invigdes i december 1997. Den var 14,6 kilometer lång och gick från Kizilay till Batikent. År 2014 förlängdes den i båda ändar till Koru respektive OSB Törekent. M2-linjen till Koru är 16,5 kilometer lång med 11 stationer och M3-linjen till OSB Törekent är 15 kilometer lång. De drevs som separata linjer till 2019, och  sedan dess som linje M1. Första delen av linje M4 invigdes den 5 januari 2017 av president Erdoğan. Den kommer att bli 10,6 kilometer lång med 11 stationer och skall gå från Kizilay till Atatürk kulturcenter. Den sista delen av M4  invigdes i april 2023.
Det finns ytterligare en tunnelbana  i Ankara kallad Ankaray som är 8,7 kilometer lång varav 8 kilometer i tunnlar. Den invigdes 1996 och är helt fri från vägkorsningar. Ankaray betecknas som "Light Metro" (lätt tunnelbana), eftersom tågen bara är 77 meter långa, hälften av en normal  tunnelbana. Den räknas oftast inte som tunnelbana, eftersom det ordinarie systemet kallas "Metro" (tunnelbana) och Ankaray inte räknas   med i det systemet.
Ibland kallas båda systemen tillsammans metro, eftersom Ankaray uppfyller alla principer för en tunnelbana, trots att det ena systemet har namnet Metro.
Trots beteckningen "Light Metro" har Ankaray fler passagerare (175000/dag) än Metron (135000/dag), bland annat för att Ankaray har en station vid den enorma busstationen "AŞTİ" (tåg går långsamt och har få linjer, och många har inte bil, så buss används mycket i Turkiet).